# Montmartin-sur-Mer

Montmartin-sur-Mer este o comună în departamentul Manche, Franța. În 1 ianuarie 2022 avea o populație de 1.413 de locuitori.